# 突額鸚嘴魚
突額鸚嘴魚（学名：Scarus ovifrons），又名卵頭鸚哥魚，俗名鸚哥，為輻鰭魚綱鱸形目隆頭魚亞目鸚哥魚科的其中一種。

## 分布
本魚分布於西北太平洋區，包括日本及台灣等海域。

## 深度
水深2至20公尺。

## 特徵
本魚開始型雌魚，體淡棕紅色，各鱗片具淡黃色緣，頭上半部到胸鰭上方為顏色較深的區域，其後接鄰二個稍斜的平行黃色垂直斑。各鰭條色淡。終端型雄魚，體藍綠色，各鱗片具紅色緣。頭上半部向後延伸的大斑同雌魚相同，僅顏色更加深。雄魚和雌魚皆為凹型尾。體長可達78公分。

## 生態
本魚主要棲息於沿岸水域的岩石，形成小群魚群，屬草食性，以藻類為主。

## 經濟利用
一般做為觀賞魚，可食用，食用時宜用清蒸、紅燒。